# Veselý Žďár
Veselý Žďár (deutsch Lustig Saar) ist eine Gemeinde in Tschechien. Sie liegt fünf Kilometer nordwestlich des Stadtzentrums von Havlíčkův Brod und gehört zum Okres Havlíčkův Brod.

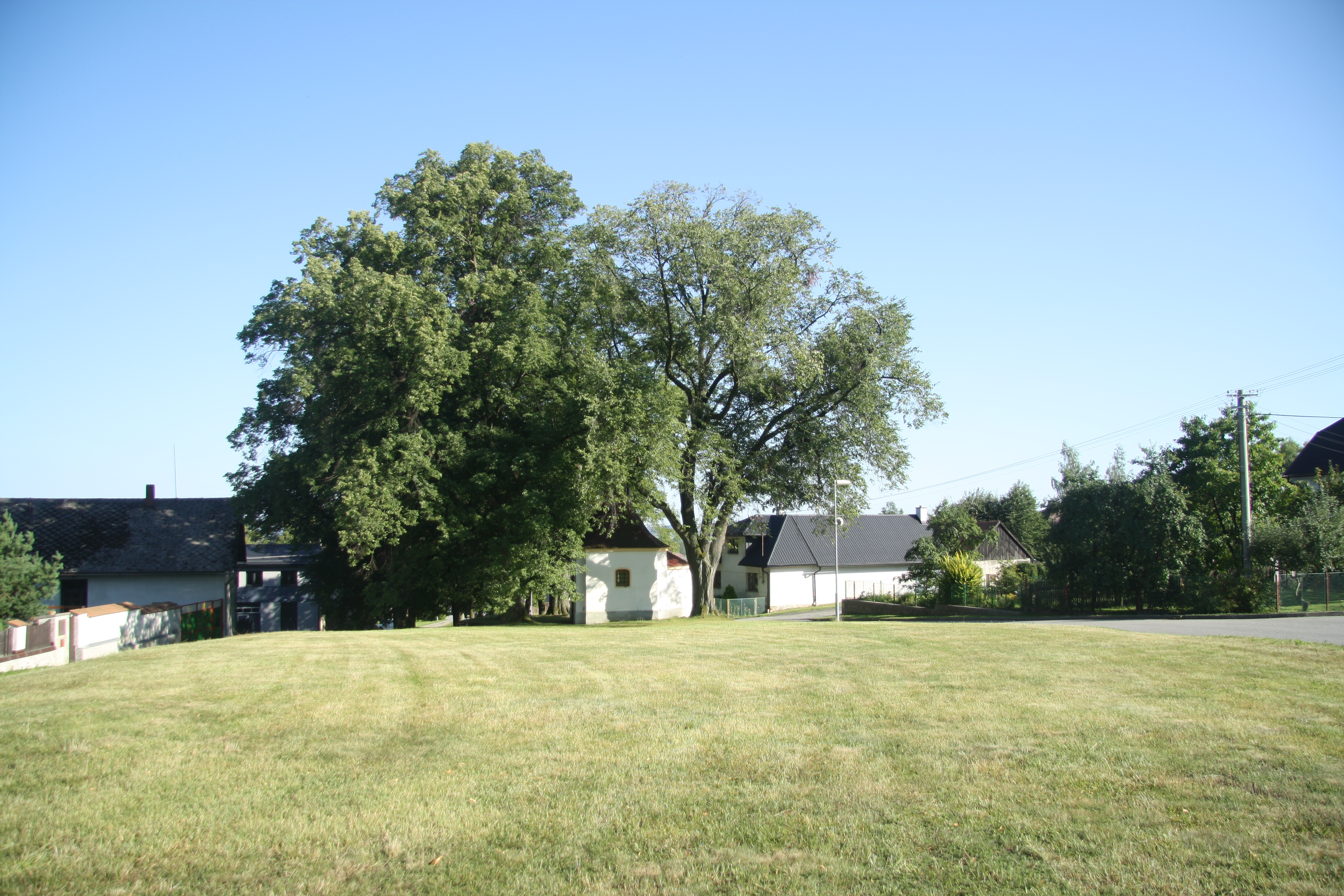
Ortszentrum

## Geographie
Veselý Žďár befindet sich rechtsseitig über dem Tal der Sázava an einem Höhenzug in der Hornosázavská pahorkatina (Hügelland an der oberen Sázava). Östlich liegt das Tal des Baches Rozkošský potok. Im Norden erheben sich der Horní Chlum (570 m n.m.) und der Karpile (565 m n.m.), nordöstlich der Volský vrch (Ochsenberg, 598 m n.m.) und der V kopcí (542 m n.m.).
Nachbarorte sind Chlum und Radostín im Norden, Červený Důl und Zbožice im Nordosten, Pelestrov, Rozňák und Kotlasův Dvůr im Osten, Sídliště Výšina, Kokořín, Letná und Perknov im Südosten, Černý Les, Veselice und Horní Chlístov im Süden, Dolní Chlístov und Vadín im Südwesten, Okrouhlice, Olešnice, Veselů Mlýn und Valečov im Westen sowie Pohleď, Potšelovi, Dobrá Voda und Lučice im Nordwesten.

## Geschichte
Die erste schriftliche Erwähnung des Gutes Zdar erfolgte 1379 als Teil der erzbischöflichen Herrschaft Herálec. Während der Hussitenkriege bemächtigten sich weltliche Herren des Gutes, in dieser Zeit wurde Žďár an die Burg Lipnice angeschlossen. Im Jahre 1436 erwarb Nikolaus Trčka von Lípa die Herrschaft Lipnice einschließlich Žďár. Später verlegten die Herren Trčka von Lípa den Sitz der Herrschaft nach Světlá.
Der Herrenhof Žďár fiel 1591 wüst; auf seinen Fluren wurden später Familianten angesiedelt. Nach der Ermordung von Adam Erdmann Trčka von Lípa konfiszierte Kaiser Ferdinand II. am 29. März 1634 dessen Güter und die seines Vaters Jan Rudolf Trčka von Lípa, deren Schätzwert zusammen bei 4.000.000 Gulden lag; das Konfiskationspatent wurde im Mai 1636 durch den Reichshofrat in Wien bestätigt.
Ferdinand II. ließ die Herrschaft Světlá in landtäflige Güter zerstückeln und verkaufte sie Günstlingen. Das Gut Lipnice erwarb 1636 der kaiserliche Kämmerer und Obristwachtmeister Matthäus Vernier de Rougemont und Orchamp. Später wurde das Gut Žďár von Lipnice abgetrennt und an die Herrschaft Habern abgetreten. Der ehemalige Herrenhof Žďár wurde zum Rittergut erhoben, sein Besitzer ab 1654 der kaiserliche Richter von Deutschbrod, Johann Hendrych von Lewenfels. Zum Ende des 17. Jahrhunderts wurde das Gut Žďár dem Gut Okrouhlice zugeschlagen. Im Jahre 1708 erwarb Johann Peter Straka von Nedabylic und Libčan das Gut Okrauhlitz von Michael Achatius von Kirchner. In seinem 1710 niedergelegten Testament verfügte er die Errichtung der Straka-Stiftung zur Errichtung einer adeligen Ritterakademie für junge verarmte Adelige. In diese flossen neben seinem Gütern Okrauhlitz, Liebtschan und Ober Weckelsdorf, deren Wert auf 377.000 Gulden taxiert wurde, auch ein Barvermögen von 38.542 Gulden ein. Nach dem Erlöschen des Grafengeschlechts Straka von Nedabylic wurden die drei Güter ab 1771 als Graf Straka Gestift verwaltet. Da die Straka-Akademie nicht zustande gekommen war, wurde 1782 auf Anordnung des Kaisers Joseph I. aus dem Ertrag der drei Güter ein jährliches Stipendium für studierende böhmische Jünglinge adeligen Standes in sämtlichen k. k. Erblanden ausgelobt. 1792 wurden die drei Stiftungsgüter unter die Oberverwaltung des böhmisch-ständischen Landesausschusses gestellt. 1835 wurde ein neues Schulgebäude errichtet. 1827 erfolgte der Bau eines Schulhauses, bis dahin wurde der Unterricht in der Dorfschmiede bzw. beim Bauern Wenzhuber abgehalten.
Im Jahre 1840 bestand das im Caslauer Kreis gelegene Dorf Saar bzw. Zdiar, auch Lustigsaar bzw. Weselý Zdiar genannt, aus 74 Häusern, in denen 593 Personen lebten. Im Ort gab es eine Schule unter dem Patronat der Herrschaft Habern sowie ein Wirtshaus. Nach Saar konskribiert war die aus fünf Häusern, darunter einem herrschaftlichen Jägerhaus bestehende Einschicht Pelestrow. Sowohl in Saar als auch in Pelestrow bestanden emphyteutisierte und verpachtete Meierhofsgebäude. Pfarrort war Lutschitz. Bis zur Mitte des 19. Jahrhunderts blieb Saar der Stiftungsherrschaft Okrauhlitz untertänig.
Nach der Aufhebung der Patrimonialherrschaften bildete Veselý Žďár ab 1849 mit den Ortsteilen Chlístov, Okrouhlice und Pelestrov eine Gemeinde im Gerichtsbezirk Deutschbrod. Ab 1868 gehörte die Gemeinde zum Bezirk Deutschbrod. 1869 hatte Veselý Žďár 582 Einwohner und bestand aus 80 Häusern. 1876 löste sich Okrouhlice los und bildete eine eigene Gemeinde. Die Gründung der Freiwilligen Feuerwehr erfolgte 1897. Im Jahre 1900 lebten in Veselý Žďár 521 Menschen, 1910 waren es 594. Die Straße nach Perknov wurde 1906 gebaut. Im Jahre 1907 wurde auch Chlístov eigenständig. 1918 erfolgte der Anschluss an das Elektrizitätsnetz. Die Straße zwischen Okrouhlice und Rozňák wurde 1924 errichtet. 1930 hatte Veselý Žďár 640 Einwohner und bestand aus 127 Häusern. In den 1950er Jahren wurde Pelestrov mit Ausnahme des Forsthauses nach Knyk umgemeindet. Zwischen 1956 und 1958 erfolgte der Bau einer neuen Grundschule, das alte Schulhaus wurde 1962 abgebrochen. Beim Zensus von 2001 lebten in den 169 Häusern der Gemeinde 470 Personen.

## Gemeindegliederung
Für die Gemeinde Veselý Žďár sind keine Ortsteile ausgewiesen. Zu Veselý Žďár gehört die Einschicht Pelestrov (Jägerhaus Pelestrow).

## Sehenswürdigkeiten
- Kapelle des hl. Wenzel, der romanische Bau steht unter den mächtigen Kronen von vier Linden auf dem Dorfplatz. Der älteste der Bäume wurde vermutlich in der Mitte des 15. Jahrhunderts gepflanzt, die übrigen drei im Jahre 1862 vom Lehrer Werenbergr neu angepflanzt. Während des Ersten Weltkrieges verweigerte Petr Pecha die Herausgabe der Glocke als Kriegshilfe. Nach seiner Bestrafung übernahm die Einwohnerschaft die Kosten des Verfahrens. Als die Glocke am 18. April 1918 abgeholt werden sollte, war sie verschwunden; zwei Einwohner hatten sie in der Nacht zuvor abgehängt und unter Zeitungen im Gewölbe versteckt. 1933 wurde die Kapelle aus dem Erlös einer Sammlung instand gesetzt und neu geweiht. Während des Zweiten Weltkrieges wurde die Glocke als Kriegsmetall requiriert. Am Tag vor Weihnachten 1946 erhielt die Kapelle eine neue Glocke aus der Werkstatt von R. Matoušek in Brünn.[4]
- Fünf Flurkreuze
- Denkmal der Freiheit auf dem Dorfplatz, es wurde am 28. Oktober 1919 enthüllt und musste während der deutschen Besetzung abgetragen werden. Nach dem Ende des Zweiten Weltkrieges wurde es wieder aufgebaut und am 28. Oktober 1946 erneut feierlich enthüllt.
- Gefallenendenkmal, enthüllt am 12. Juli 1931. Im Jahre 2001 wurde es saniert und das während des Zweiten Weltkrieges entfernte Staatswappen wieder angebracht.